# Erik Engström (affärsman)
Erik Nils Engström, född 14 juni 1963, är en svensk affärsman och verkställande direktör (VD) för RELX Group, ett multinationellt informations- och analysföretag. 
Han har en civilekonomiexamen från Handelshögskolan i Stockholm, en Civilingenjörsexamen från Kungliga Tekniska högskolan och en MBA from Harvard Business School där han var en Fulbright stipendiat.
Engström har varit VD för RELX Group (tidigare Reed Elsevier) sedan 2009, efter att ha varit VD för Elsevier sedan 2004. Före det var han partner hos General Atlantic, och ännu tidigare var han ordförande och operativ chef på  Random House Inc. Han började sin karriär som konsult hos McKinsey & Company.